# لانگ لانگ

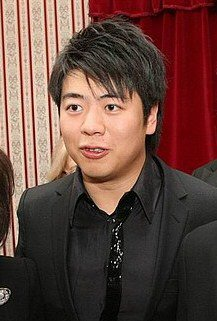
لانگ لانگ در مراسم سالِ بین‌المللِ شوپن، لهستان ۲۰۱۰

لانگ لانگ (به چینی: 郎朗، پین یین: Láng Lǎng) (زادهٔ ۱۴ ژوئن ۱۹۸۲ در شِن‌یانگ، استان لیائونینگ، جمهوری خلق چین) یک پیانیست چینی است. او از نوازندگان چیره‌دست پیانو است و تاکنون در ارکسترهای گوناگون در اروپا، ایالات متحدهٔ آمریکا و چین به اجرای برنامه پرداخته است.
تمرکز لانگ لانگ بر موسیقی کلاسیک غربی است. او آثار فراوانی از آهنگ‌سازان بزرگ جهان را اجرا و در قالب آلبوم موسیقی منتشر کرده است. لانگ، نخستین آلبومش را در سال ۲۰۰۰ منتشر کرد.
وی تاکنون برندهٔ چندین جایزهٔ بین‌المللی موسیقی شده است.
او از سال ۲۰۱۳ سفیر صلح سازمان ملل در موضوع آموزش جهانی است.
او در فیلم ماشین پرنده بازی کرده است.